# Eois nundina
Eois nundina är en fjärilsart som beskrevs av Druce 1892. Eois nundina ingår i släktet Eois och familjen mätare. Inga underarter finns listade i Catalogue of Life.